# Verseg
Verseg är en ort (by) i provinsen Pest i norra Ungern. Orten har 1 259 invånare (2024), på en yta av 29,57 km². Den ligger cirka 45,5 kilometer nordost om centrala Budapest.